# Transavia Airlines
Transavia Airlines C.V., comunemente conosciuta come Transavia, è una compagnia aerea a basso costo olandese, parte del gruppo Air France-KLM.
La sua base principale è l'aeroporto di Amsterdam-Schiphol e altre basi secondarie sono presso gli aeroporti di Bruxelles, Eindhoven, Groninga, Maastricht e Rotterdam.

## Storia
La compagnia venne fondata alla fine del 1965 come Transavia Limburg N.V., per iniziativa di due investitori privati (uno belga e l'altro scozzese), con base presso l'aeroporto di Maastricht Aquisgrana a Beek.
Il 3 gennaio 1966 venne rilasciato dal Ministero dei Trasporti e della gestione delle acque il permesso di effettuare voli charter dagli aeroporti di Beek e Zestienhoven. Nella primavera del 1966 tutte le azioni furono acquisite da parte della società americana Boreas Corporation della Florida. Nel giugno 1966, John Block venne nominato direttore generale. Block è stato anche in Martinair Holland e poi Air Canada.
Il 14 novembre 1966 la compagnia venne autorizzata a volare dall'aeroporto di Amsterdam-Schiphol. Il primo volo commerciale ebbe luogo il 16 novembre dello stesso anno: il Nederlands Dans Theater e il Nederlands Balletorkest furono trasportati da Amsterdam a Napoli.
Con il nuovo nome di Transavia Holland N.V. iniziò a operare il 17 novembre 1966. Alla fine dello stesso anno, Transavia Holland disponeva di tre Douglas DC-6 con la livrea ideata da Thijs Postma.
Transavia ottenne dal 1968 i diritti di atterraggio per trasporto passeggeri e merci a New York. Nel 1974 acquisì tre DC-10-30CF. Interruppe le operazioni di lungo raggio a seguito della crisi petrolifera. Effettuava voli per destinazioni come l'Iran, New York, Boston, Sydney, Biafra, Germania Est, India, Kenya, Brasile e utilizzava la sua flotta di Boeing 707 per molte rotte transatlantiche per conto di terzi. Nel 1986 operava voli cargo per conto di terzi, anche nella RDT. 
Dagli anni ottanta, la compagnia ha concentrato le operazioni in Europa e nell'area circostante. Dal 1986 la società ha adottato il nome di Transavia Airlines C.V.
Nel 1972, il KNSM (precursore di Nedlloyd) comprò un certo numero di azioni della Boreas Corporation. Transavia KNSM era vista come un'alternativa al traghetto di linea passeggeri. Successivamente KNSM estese la sua partecipazione in Transavia, arrivando nel 1977 a detenerne il 100%.
Nedlloyd vendette nel 1988 il 40% a KLM e il 20% al Gruppo Heeswijk, composto da AMEV, NORO e Kempen & Co. Nel 1991, dopo 25 anni di partecipazione in Transavia, Nedlloyd vendette la sua restante quota del 40% a KLM. Transavia divenne così una controllata di KLM. Fino al 2003, Nederlandse Investeringsbank (NIB) possedeva il 20% di Transavia, ma da quell'anno Transavia divenne al 100% una sussidiaria di Air France-KLM.

Logo usato fino al 2014

Nel dicembre 2004 il nome commerciale è stato modificato in transavia.com. La ragione di ciò stava nel fatto che il sito web di Transavia Airlines era diventato così importante per l'azienda da riflettersi anche nel nome.
Nel novembre 2006 è stata fondata una sussidiaria francese, Transavia France s.a.s., con sede a Parigi-Orly, sebbene la proprietà sia in maggioranza di Air France. Ha iniziato a volare nella primavera del 2007 con Airbus A320 e Boeing 737. Nel 2008 è stata fondata un'altra sussidiaria in Danimarca, Transavia Denmark ApS, con sede a Copenaghen. La compagnia ha operato fino all'aprile 2011, quando è stata chiusa per non aver soddisfatto le aspettative economiche.
Nel settembre 2014 i piloti di Air France hanno organizzato uno sciopero in segno di protesta contro la maggiore attenzione che il gruppo Air France-KLM riservava allo sviluppo di Transavia, i cui piloti venivano pagati meno di quelli di Air France.
All'inizio del 2015, Transavia ha subito un rebranding con l'eliminazione del suffisso ".com" dalla denominazione commerciale. Inoltre, ha cambiato i colori della livrea, da bianco/verde/blu a bianco/verde. La nuova identità visiva ha rafforzato Transavia come il marchio low-cost del gruppo Air France-KLM.
Nel febbraio 2017, Transavia ha annunciato che avrebbe chiuso la sua base all'aeroporto di Monaco entro la fine di ottobre 2017, dopo solo un anno di servizio, a causa di un cambiamento nella strategia aziendale e delle prospettive economiche negative.
Nel dicembre 2019, la compagnia ha annunciato il lancio della sua base all'aeroporto di Bruxelles, inizialmente operando nove rotte dall'aeroporto. Dopo un ritardo dovuto alla Pandemia di COVID-19, la base è divenuta operativa nel novembre 2021.

## Identità aziendale

### Proprietà
Transavia Airlines CV è posseduta al 100% da KLM, che a sua volta è di proprietà di Air France-KLM; tuttavia, Transavia è gestita come società indipendente. Detiene una partecipazione del 4,49% nella compagnia aerea francese Transavia France S.A.S (il restante 95,51% è di proprietà di Air France S.A.). Transavia France opera con il marchio Transavia, con lo stesso modello di business, sito web e logo.

### Business model
Come numerosi altri vettori low cost, Transavia preferisce utilizzare un solo tipo di aeromobile, per ridurre i costi operativi. Dopo aver operato a lungo con una flotta di soli Boeing 737 con cabina in classe unica, nel 2024 la società ha introdotto in servizio i nuovi Airbus A321neo, avviando una transizione verso gli aerei del costruttore europeo.
La compagnia aerea offre il servizio di acquisto a bordo "Service on board" che offre cibo e bevande. A partire dal 5 aprile 2011, Transavia ha introdotto tariffe per il bagaglio da stiva e modificato le regole per il bagaglio a mano, aumentando il peso massimo consentito da 5 kg a 10 kg.

### Quartier generale
Transavia ha sede nell'edificio TransPort, Schiphol East, sul terreno dell'aeroporto di Amsterdam-Schiphol, Haarlemmermeer, Paesi Bassi. Transavia si è trasferita nel nuovo edificio il 3 maggio 2010 con circa 400 dipendenti. In precedenza la sede centrale era nell'edificio Triport III dell'aeroporto di Schiphol.

## Destinazioni
Transavia opera numerosi collegamenti verso il sud Europa e l'area del Mediterraneo (Italia, Grecia, Spagna, Portogallo, Baleari, Canarie, Malta).

## Flotta

### Flotta attuale

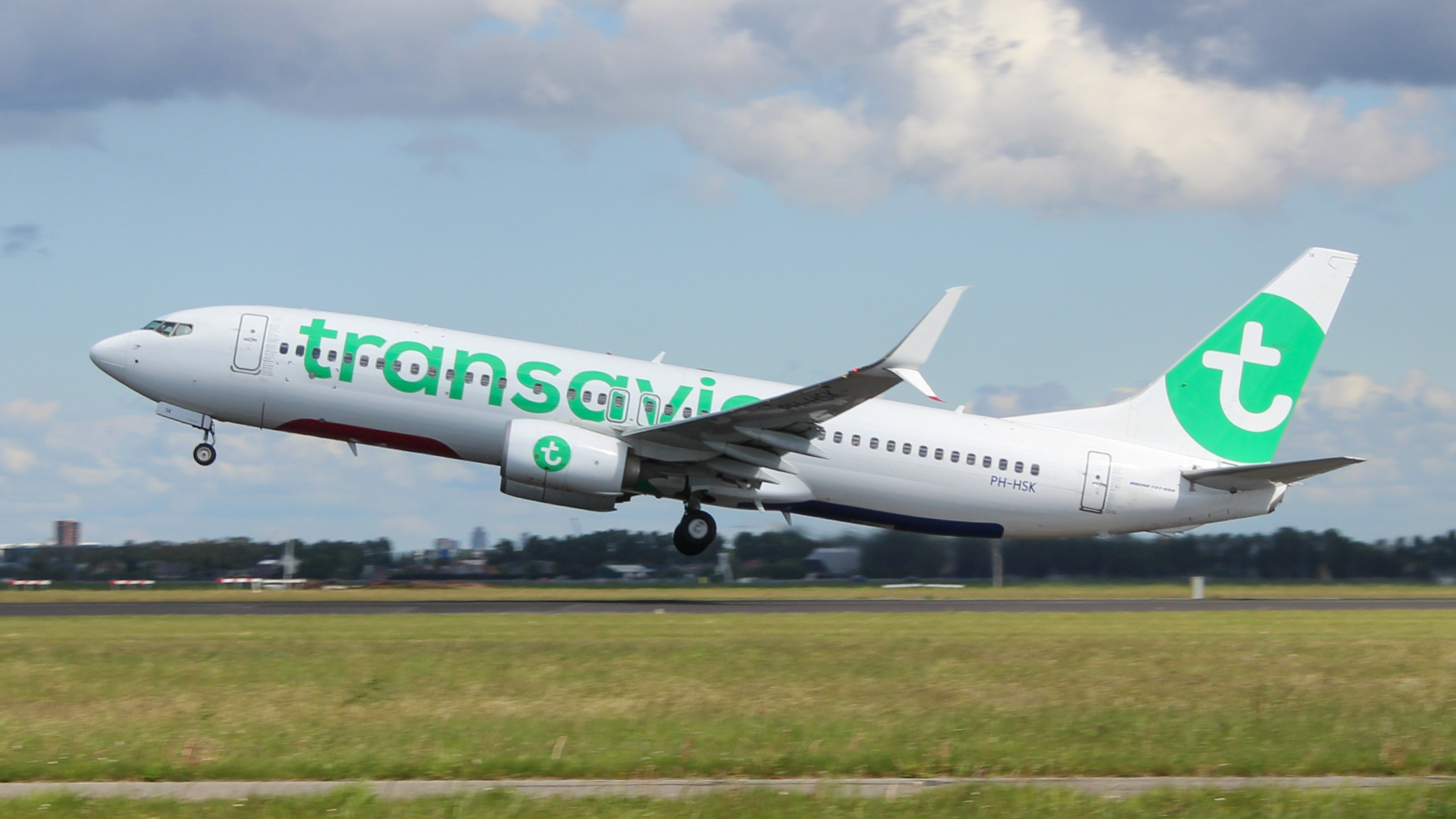
Un Boeing 737-800.

Ad agosto 2025 la flotta di Transavia è così composta:

### Flotta storica

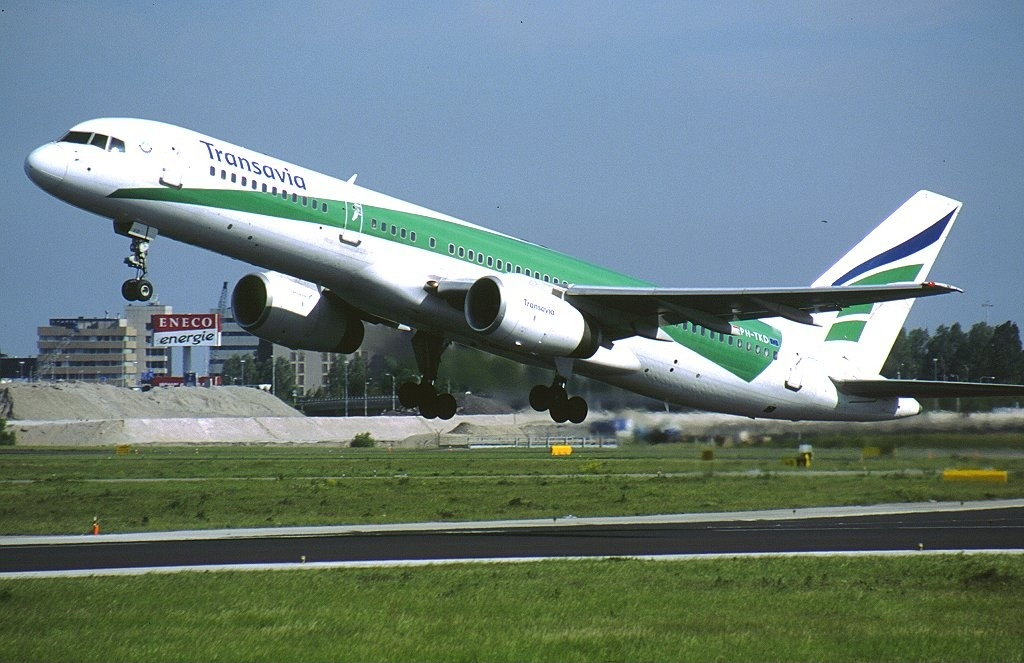
Un Boeing 757-200.

Transavia operava in precedenza con i seguenti aeromobili: